# Montamisé
Montamisé település Franciaországban, Vienne megyében. Lakosainak száma 3710 fő (2022. január 1.). Montamisé Bignoux, Buxerolles, La Chapelle-Moulière, Chasseneuil-du-Poitou, Liniers, Poitiers és Saint-Georges-lès-Baillargeaux községekkel határos.

## Népesség
A település népességének változása:
| Lakosok száma | 3516 | 3547 | 3620 | 3630 | 3665 | 3677 | 3685 | 3698 | 3710 |
|               | 2013 | 2015 | 2016 | 2017 | 2018 | 2019 | 2020 | 2021 | 2022 |